# Notiothemis jonesi
Notiothemis jonesi е вид водно конче от семейство Libellulidae. Видът не е застрашен от изчезване.

## Разпространение
Разпространен е в Замбия, Зимбабве, Кения, Малави, Мозамбик, Танзания, Уганда и Южна Африка.